# Théorème de Cesàro (théorie des nombres)
Pour les articles homonymes, voir Théorème de Cesàro.
En théorie des nombres, le théorème de Cesàro établit que la densité asymptotique des couples de nombres entiers premiers entre eux est égale à {\displaystyle 6/\pi ^{2}\simeq 0{,}607927102\simeq 61\%}, c’est-à-dire que la proportion de tels couples dans un intervalle d’entiers ⟦1, n⟧ tend vers 6/π2 lorsque n tend vers +∞.
Cette proportion peut être interprétée comme une probabilité avec une loi uniforme discrète sur le carré cartésien ⟦1,n⟧2, mais le passage à la limite n’aboutit pas à une loi de probabilité uniforme sur l’ensemble (infini) des couples d’entiers, ce qui invalide certaines démonstrations s’appuyant sur une telle loi.
La constante 6/π2 est l’inverse du nombre ζ(2), où ζ est la fonction zêta de Riemann, s'exprimant sous forme de série, ou de produit eulérien :
{\displaystyle \zeta (2)=\sum _{n=1}^{+\infty }{\frac {1}{n^{2}}}=\prod _{p\ {\text{premier}}}{\frac {1}{1-{1 \over p^{2}}}}}.
L’expression de cette série comme fraction d’une puissance de π provient de la résolution du problème de Bâle par Leonhard Euler en 1735.
Ce résultat peut se généraliser de plusieurs façons. Par exemple, la probabilité que k entiers choisis de façon équiprobable et indépendante dans un même intervalle ⟦1, n⟧ soient premiers entre eux dans leur ensemble tend vers 1/ζ(k). Un autre exemple est la probabilité que ces mêmes k entiers soient premiers entre eux deux à deux, laquelle s’approche de
{\displaystyle A_{k}=\prod _{p\ {\text{premier}}}\left(1-{\frac {1}{p}}\right)^{k-1}\left(1+{\frac {k-1}{p}}\right)}.
On a {\displaystyle A_{2}=1/\zeta (2)} et {\displaystyle A_{k}<1/\zeta (k)} si {\displaystyle k\geqslant 3}.

## Historique
En 1881 Ernest Cesàro répond à une question posée dans la revue Mathesis en affirmant : « Étant donnés deux nombres quelconques, il y a environ 61 à parier contre 39 qu'ils sont premiers entre eux », ce qu'il énonce aussi sous la forme : « la probabilité qu'une fraction est irréductible est 6/π2 ».

## Démonstration de Cesàro
En termes modernisés, Cesàro écrit que si pd est la probabilité  que deux entiers strictement positifs aient un PGCD égal à d, on a {\displaystyle \sum _{d=1}^{+\infty }p_{d}=1}, les événements correspondants formant un système complet. Or l'événement « PGCD(a , b) = d » est la conjonction des événements indépendants :
- a est multiple de d
- b est multiple de d
- PGCD(a/d , b/d) = 1.

Donc {\displaystyle p_{d}={1 \over d^{2}}\times p_{1}}. On en déduit que {\displaystyle \sum _{d=1}^{+\infty }{\frac {p_{1}}{d^{2}}}=1}, soit {\displaystyle p_{1}={\frac {1}{\sum _{d=1}^{+\infty }{1 \over {d^{2}}}}}={\frac {6}{\pi ^{2}}}}.
Cette démonstration n'est pas correcte, car on applique des raisonnements de probabilités finies à l'ensemble infini {\displaystyle \mathbb {N} ^{*}}sur lequel on ne peut définir d'équiprobabilité, vérifiant en particulier la propriété d'additivité dénombrable (voir Densité asymptotique).
Notons que si l'on remplace 2 par k, la même « démonstration » aboutirait à ce que la probabilité que k entiers soient premiers entre eux dans leur ensemble soit égale à   {\displaystyle {\frac {1}{\sum _{d=1}^{+\infty }{1 \over {d^{k}}}}}={\frac {1}{\zeta (k)}}}.

## Autre démonstration incorrecte
Comme ci-dessus, la probabilité que deux entiers tirés au hasard indépendamment soient tous les deux divisibles par le nombre premier p est 1/p2, et donc la probabilité qu'au moins l'un des deux ne le soit pas est 1 – 1/p2. Or deux entiers sont premiers entre eux si et seulement s'ils n'ont aucun diviseur premier en commun. Les événements liés à des nombres premiers entre eux étant indépendants, la probabilité que deux entiers soient premiers entre eux est donnée par le produit suivant, effectué sur tous les nombres premiers : {\displaystyle \prod _{p{\text{ premier}}}\left(1-{\frac {1}{p^{2}}}\right)={\frac {1}{\zeta (2)}}={\frac {6}{\pi ^{2}}}}.
On utilise cette fois la probabilité d'une suite infinie d'événements indépendants, ce qui est incorrect.

## Démonstration rigoureuse
Des démonstrations rigoureuses figurent dans plusieurs traités de théorie des nombres, comme dans celui de Hardy et Wright,.
Soit {\displaystyle \Phi (n)=\sum _{k\leqslant n}\varphi (k)}, où {\displaystyle \varphi } désigne l'indicatrice d'Euler. Comme {\displaystyle \varphi (b)} est le nombre de couples (a , b) d'entiers premiers entre eux avec {\displaystyle 1\leqslant a\leqslant b}, et comme, excepté le couple (1, 1), ces couples sont formés d'entiers distincts, le nombre de couples Nn d'entiers premiers entre eux de ⟦1,n⟧2 est égal à {\displaystyle 2\Phi (n)-1}. On vérifie ensuite que {\displaystyle 2\Phi (n)-1=\sum _{d=1}^{n}\mu (d)\left\lfloor {\frac {n}{d}}\right\rfloor ^{2}} où μ est la fonction de Möbius, et on en déduit que la densité cherchée {\displaystyle D=\lim _{n\rightarrow +\infty }{\frac {N_{n}}{n^{2}}}} est égale à {\displaystyle \sum _{d=1}^{\infty }{\frac {\mu (d)}{d^{2}}}}. On montre finalement que le produit de Cauchy des deux séries {\displaystyle \sum _{d=1}^{\infty }{\frac {\mu (d)}{d^{2}}}} et {\displaystyle \sum _{n=1}^{+\infty }{\frac {1}{n^{2}}}} est égal à 1, d'où {\displaystyle D={1 \over {\sum _{n=1}^{+\infty }{\frac {1}{n^{2}}}}}={6 \over {\pi ^{2}}}}.
Pour les k-uplets d'entiers premiers entre eux dans leur ensemble, on obtient {\displaystyle N_{n}=\sum _{d=1}^{n}\mu (d)\left\lfloor {\frac {n}{d}}\right\rfloor ^{k}}, qui aboutit bien à une densité {\displaystyle D=\sum _{d=1}^{\infty }{\frac {\mu (d)}{d^{k}}}={1 \over {\sum _{n=1}^{+\infty }{\frac {1}{n^{k}}}}}={\frac {1}{\zeta (k)}}}.
La suite {\displaystyle (N_{n})} est la suite A018805 de l'OEIS pour k = 2, et la suite A071778 de l'OEIS pour k = 3.

## Lien avec la densité des nombres sans facteur carré
La densité des couples d'entiers premiers entre eux est la même que celle des entiers sans facteur carré. Cela vient de ce que la probabilité qu'un entier de ⟦1,n⟧ soit sans facteur carré est égale à {\displaystyle {1 \over n}\sum _{d=1}^{n}\mu (d)\left\lfloor {\frac {n}{d^{2}}}\right\rfloor } et a donc la même limite {\displaystyle D=\sum _{d=1}^{+\infty }{\frac {\mu (d)}{d^{2}}}={\frac {6}{\pi ^{2}}}}.

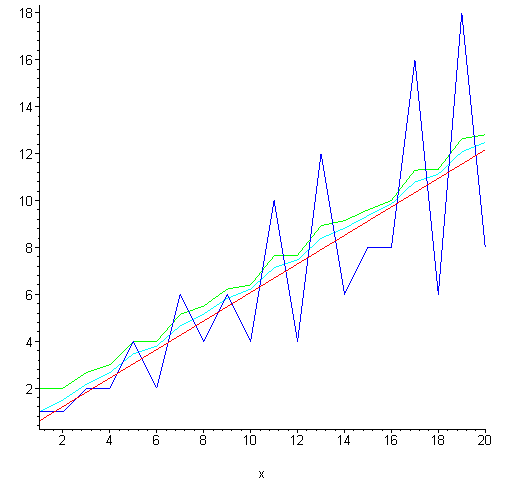
En bleu, courbe de ; en vert, courbe de ; en cyan, courbe de ; en rouge, courbe de.

## Lien avec la moyenne de Cesàro de l'indicatrice d'Euler
Comme déjà remarqué dans la démonstration rigoureuse, le nombre Nn est égal à {\displaystyle 2\Phi (n)-1}, et le théorème de Cesàro est donc équivalent à la relation {\displaystyle {\frac {\Phi (n)}{n}}\sim {\frac {3}{\pi ^{2}}}n}, c'est-à-dire au fait qu'un ordre moyen pour {\displaystyle \varphi (n)} est {\displaystyle {\frac {6}{\pi ^{2}}}n}. Ce dernier résultat est dû à Dirichlet (1849), et a été précisé par Mertens en 1874.
Une simple sommation d’Abel permet aussi de montrer que {\displaystyle \sum _{k=1}^{n}{\frac {\varphi (k)}{k}}\sim {\frac {6}{\pi ^{2}}}n}, ce qui revient à dire que la suite {\displaystyle \left({\frac {\varphi (n)}{n}}\right)} converge au sens de Cesàro vers 6/π2.